# 위암

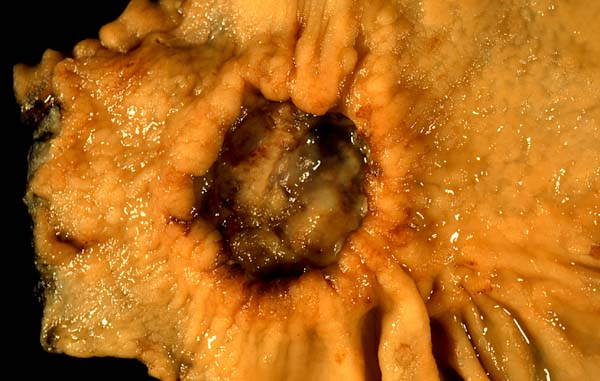

위암(胃癌, 영어: stomach cancer 또는 gastric cancer, 의학: stomachcarcinoma)은 위에서 발생하는 암이다. 전 세계적으로 보면 대한민국, 일본 등에서 많은 발생을 보이며 미국, 유럽 등의 서구에서는 발생률이 낮은 암이다. 대한민국의 경우 발생률 1위, 사망률은 폐암에 이어 2위를 차지하고 있다. 위암의 분류를 살펴보면 전체의 95%가 위벽의 점막의 샘세포에서 생기는 선암이다. 그 외 림프계에서 발생하는 림프종, 간질조직에서 발생하는 위장관 간질성 종양이 있다.
미디어재생

## 원인
위암의 원인을 한마디로 말하기는 어렵다. 그렇지만 위라는 장기는 음식물이 입으로 들어와서 오랜 시간 접촉하는 장기이므로 음식물이 위암의 원인이 될 확률이 높을 것이라고 생각된다. 동물실험 등을 통해서도 음식물 중의 발암 물질이 위암의 가장 중요한 요인으로 밝혀졌다. 특히 가공된 육류에 많이 포함되어 있는 질산염, 아질산염이 강력한 발암물질로 알려져있고, 탄 음식, 맵고 짠 음식이 위암의 원인이 된다고 생각되고 있다. 특히 대한민국 사람은 염분 섭취가 많은 편인데 평균 세계 보건 기구의 권장량의 3배쯤 섭취하고 있다. 그 밖에 최근 많은 관심을 받고 있는 헬리코박터 파일로리균은 위염과 위궤양의 원인균인데 위암 발생과의 연관성을 보이고 있다. 헬리코박터 파일로리가 위암과의 연관성을 보이는 것은 사실이다. 그렇지만 동물 실험에서 헬리코박터 파일로리만으로 종양을 발생시키지는 못했고 발암 물질과 동시에 투여했을 때 종양을 발생시켰다는 보고가 있다. 이는 헬리코박터 파일로리가 직접적인 원인이라기보다는 위암발생을 일으키기 좋은 환경을 만들었다는 해석을 가능하게 해준다.

## 증상
증상이 늦게 나타나기 때문에 위암 진단이 초기에 내려지는 경우는 극히 드물다. 조기 위암인 경우 약 80%이상에서 특별한 증상이 없다. 전반적인 증상으로는 초기에는 특별한 것은 없고 명치 부위가 쓰리거나 아프고, 소화가 안 되는 등의 증상이 있을 수가 있는데, 이는 가벼운 위염이나 위궤양에서 더 흔히 나타나는 증상으로 이들과 구분이 되지 않는다. 증상은 종양의 위치에 따라 다양하다. 위암이 진행되어 위장 내에서 음식이 내려가는 길을 막게 되면 구토 증상이 있을 수 있고 좌측 빗장뼈 아래 림프절이 촉지되기도 하며 복수가 복강안에 차서 복부 팽만 증상을 보이기도 하는데 이는 위암의 후기 증상이어서 이런 증상이 나타나게 되면 수술이 불가능한 경우가 많다.

## 진단
위내시경을 시행해서 병변 부위를 확인하고 조직검사를 통해 악성 세포의 존재를 알 수 있다. 내시경 초음파로 병변의 깊이를 알 수 있고, 상부위장관조영술로 위장의 전체적인 모양과 병변의 위치를 파악할 수 있다. CT 촬영을 시행해서 간 등 타 장기로의 전이를 확인하고 흉부 X-선 촬영을 시행해서 폐로 암세포가 전이되지 않았는지를 확인한다. 또한 최근에는 PET검사를 시행해서 미세한 암세포의 존재를 확인하기도 한다.

## 병기
주로 위벽의 침습 정도와 림프절로의 전이 숫자로 병기가 정해지는데 1기의 경우에는 거의 대부분 완치가 되고 2기인 경우 전체 환자의 약 2/3가, 3기초의 경우 약 1/2이 완치가 된다. 그렇지만 3기 후기가 되면 전체 환자의 1/3 정도, 4기인 경우에는 약 1/10 정도에서만 완치가 가능해 예후가 매우 나쁘다. 위암이 조기에 발견되어야 한다는 이유가 바로 이 때문이다. 조기위암은 림프절 전이와 상관없이 암세포가 점막이나 점막 하조직까지 침범한 경우를 말한다. 그 이상 근육층이나 장막까지 침범한 경우를 진행 위암이라고 한다.

## 위암의 치료
최근의 위암 치료법은 진행이 많이 된 위암의 경우에도 림프절 절제술의 기술이 많이 발전하여 치료 성적이 좋아지고 있고 조기 위암의 경우에는 진행 정도에 따라 내시경으로 암병변만 절제하는 내시경적 점막절제술, 복강경을 이용한 복강경적 위절제술이 급속히 발전하고 있다. 그 외에 면역요법, 화학요법, 유전자 요법에도 많은 발전이 있어 재발률을 줄이고 완치가 불가능한 환자에서도 생존율을 증가시키고 있다.
내시경적 점막 절제술은 점막 내 조기 위암에 대해 그림과 같이 암 병변이 있는 위 점막 주위에 주사침을 통해 생리 식염수를 주입하여 병변 부위를 볼록하게 부풀린 후 내시경에 장착된 전기 소작기를 이용하여 병변이 있는 점막을 절제하는 방법이다. 이 방법은 환자의 입장에서 보면 간단한 내시경 시술로 위 절제 수술의 고통을 피할 수 있다는 장점이 있다. 하지만 이 방법은 점막에 국한된 조기 위암 중 림프절 전이 가능성이 낮은 일부 경우에 한해서만 사용할 수 있는 방법이고, 수술 후 조직검사에서 절제된 점막 조직 경계면에 암세포가 발견되거나, 암이 점막하층까지 침범한 경우, 혈관 또는 림프관 내에서 암세포가 발견된 경우는 결국 다른 위암 환자와 동일하게 근치적 위 절제 수술을 시행받아야 한다. 현재까지 보고된 내시경적 점막절제술의 성공률은 80%정도로 알려져 있으며 나머지 20%의 환자는 불완전 절제나 국소 재발 등으로 결국 근치적 위 절제술을 받는 것으로 알려져 있다. 내시경적 점막 절제술로 제거할 수 없는 넓게 퍼진 조기 위암에 대해서는 복강경을 사용하여 수술 할 수 있다. 이 방법은 앞서 살펴본 방법에 비해 보다 큰 병소를 충분한 절제연과 함께 위벽 전층을 절제할 수 있으며 최근에는 술기의 발달로 림프절 절제도 가능하다. 아직은 진행위암에서는 개복수술이 가장 확실한 방법이다.

### 항암 화학 요법
항암 화학 요법은 수술이 불가능한 위암 환자에서는 암세포를 파괴하고 증식을 저해해서 생존율을 높이려는 목적으로 투여하는 1차 항암 요법과 위 절제술 및 림프절 곽청술을 시행한 후 눈으로 보이지 않는 남아있을지도 모르는 암세포를 파괴하는 목적의 보조항암요법이 있다. 또한 수술을 시행하기 전에 암종의 크기를 줄이려는 목적으로 시행하는 수술전 화학 요법이 있다. 수술로써 암종을 완전히 제거하지 못한 경우나 암종이 소화관을 막고 있는 경우 방사선 요법을 병용해서 하기도 한다. 수술을 시행하면서 복강내 항암제를 투여하는 방법도 있지만 진행암의 경우 뚜렷한 생존율의 향상을 기대하기는 어려운 형편이다. 위암에서 사용되는 항암제의 종류로는 5-FU, 시스플라틴, 메토트렉세이트, 파클리탁셀, 이리노테칸 등의 주사제와 먹는약으로서는 TS-1이 있다.

### 위 절제술 후 합병증
덤핑 증후군이란 위 절제 수술 후 입으로 들어간 음식물이 위에서의 소화 과정을 받지 못하고 곧바로 소장으로 흘러 들어가기 때문에 소장에서 급격히 당분이 흡수되면서 혈당이 빠른 속도로 올라가 심계항진, 어지러움, 식은땀, 설사 등 고혈당 증상이 나타났다가 식사 후 2시간 정도가 되면서 반대로 급격히 혈당이 감소하여 근무력, 식은땀 등 저혈당 증상이 나타나는 것을 말한다. 덤핑 증후군은 당분이 많이 함유되거나 유동성이 높은 음식을 먹은 후 잘 발생하는 것으로 알려져 있으나 개인별로 큰 차이가 있다. 덤핑 증후군을 예방하는 방법으로 가장 중요한 것이 천천히 느리게 식사하는 것인데, 일반적으로 음식을 30번쯤. 잘 씹고 먹으면 크게 도움이 된다. 또한 공복 시에는 저혈당을 줄이기 위해 사탕을 먹는 것도 좋다.

## 같이 보기
- 위장병학
- 복수 (질병)